# Epidèmia d'opioides als Estats Units

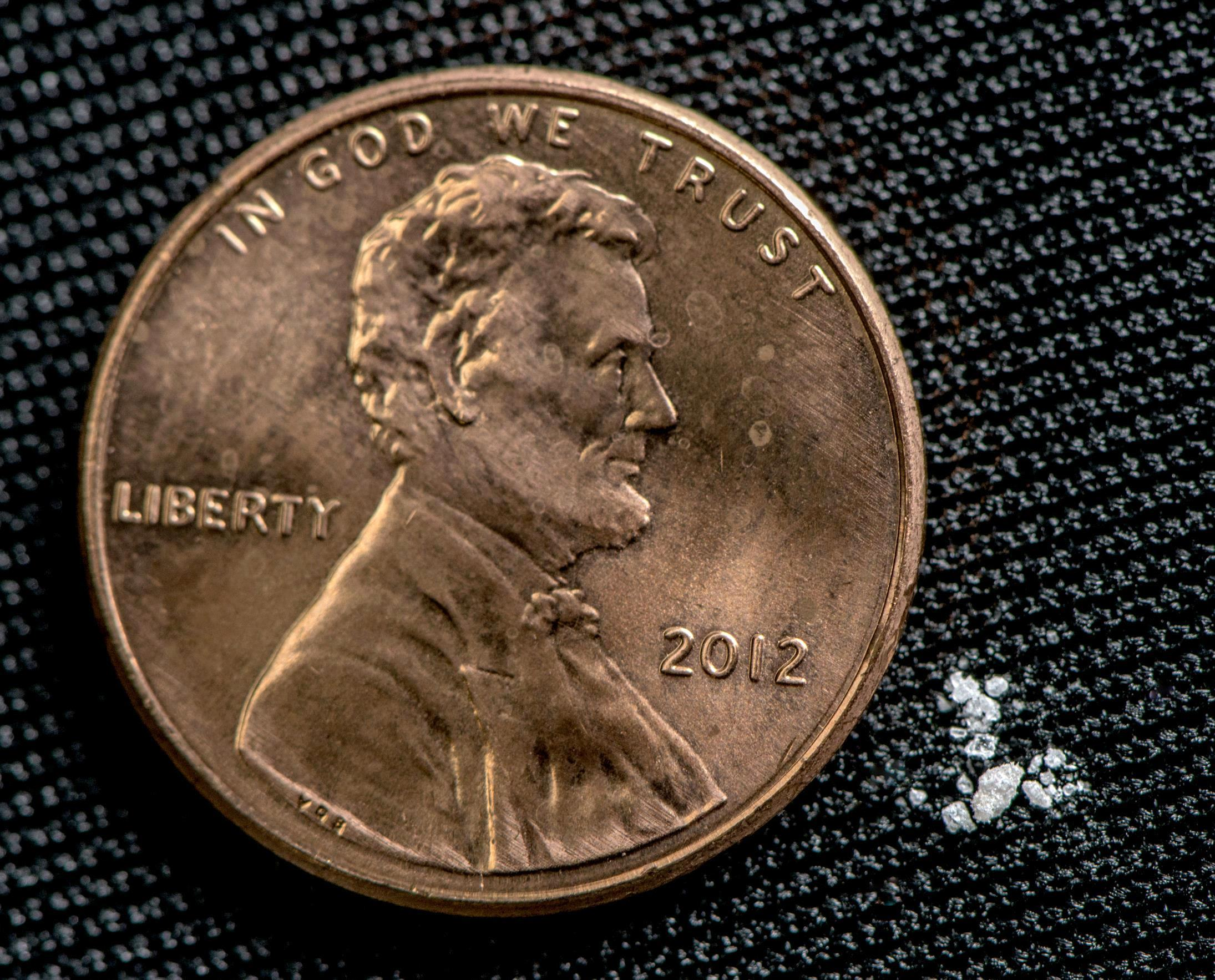
Per a la majoria de persones només 2 mg de fentanil resulten en una dosi mortal (comparació amb una petita moneda d'un cèntim de dòlar)

La crisi d'opioides o epidèmia d'opioides es refereix al gran augment de drogoaddictes i morts associades amb l'ús indegut d'analgèsics opioides (com el fentanil) als Estats Units. La majoria, per haver-se tornat dependents dels opioides legals receptats prèviament per un metge, altres per ingerir adulterat el medicament.
Segons els Centres per al Control i Prevenció de Malalties, entre el 1999 i el 2019, 500.000 nord-americans van morir a causa d'una sobredosi relacionada amb algun opioide.

## Teló de fons

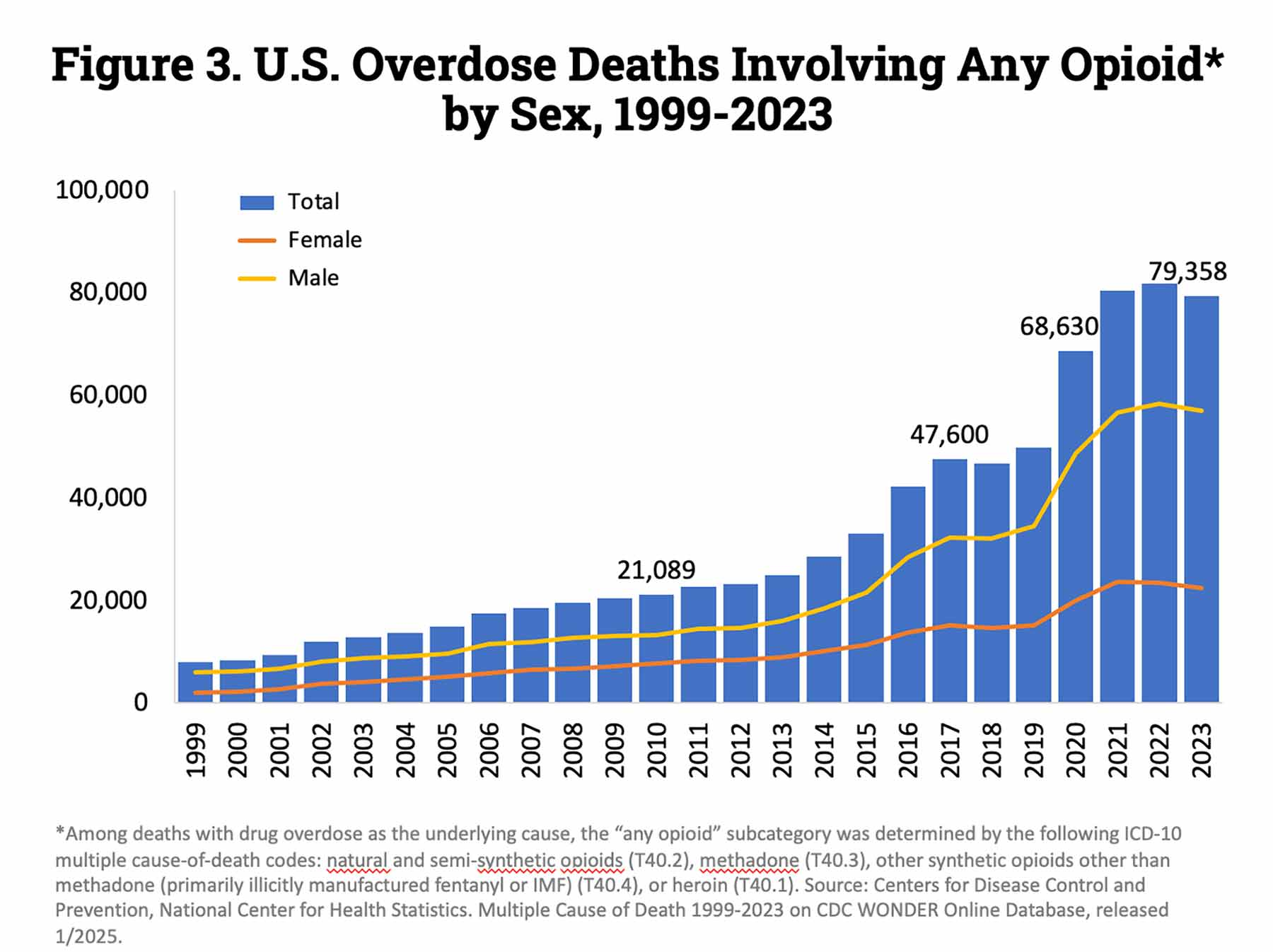
Nombre de persones mortes anualment per opioides als EUA.

El començament del fenomen va ser l'analgèsic receptat OxyContin, produït per la companyia Purdue Pharma, propietat de la família Sackler, que el va introduir al mercat el 1996 i el va publicitar agressivament com a analgèsic suposadament inofensiu. Ja a la dècada de 1920, es coneixia el problema de l'addicció a aquest tipus de substàncies («eukodalisme», pel fàrmac Eukodal), però va ser desplaçat del debat públic amb èxit. A més, a través del cabildeig i el màrqueting agressiu, Purdue i altres companyies farmacèutiques han estat produint opioides, que anteriorment només eren utilitzats per pacients crítics, però ara es recepten per a dolors quotidians als Estats Units. El gran augment en el nombre de morts relacionades amb les drogues als EUA va ser una de les raons per les quals l'esperança de vida mitjana ha disminuït des del 2015, per primera vegada des de la Primera Guerra Mundial.
Els opioides tenen un gran impacte en la química del cervell i poden conduir ràpidament a la dependència. La sobredosi causa moltes morts, ja que els opioides poden afectar i paralitzar el centre respiratori. Els medicaments en qüestió inclouen oxicodona (nom comercial OxyContin o Percocet), hidrocodona (nom comercial Vicodin) i el molt potent fentanil. En molts casos, les persones es van canviar a l'heroïna (diacetilmorfina) perquè sent il·legal era més barata, i l'abús de la qual ha augmentat considerablement en els últims anys. La majoria s'havien tornat dependents als opioides legals que se'ls havia receptat prèviament.
Del 2006 al 2012 les companyies farmacèutiques dels EUA van col·locar al mercat més de 76 mil milions d'analgèsics que contenen opioides. Aquests van ser negociats en 360 milions de transaccions durant el mateix període. Els productors més actius van ser SpecGx (amb el 38% de quota de mercat), seguits d'Actavis Pharma, Par Pharmaceutical i Purdue (amb el 3,2% de quota de mercat). Sis cadenes de farmàcies van compartir les tres quartes parts del negoci de distribució als Estats Units durant el mateix període: McKesson, Walgreens, Cardinal Health, Amerisource Bergen, CVS Health i Walmart. L'epidèmia d'opiacis als Estats Units ha crescut fins al punt que el 26 d'octubre del 2017 el president Donald Trump va declarar l'emergència mèdica. Tot i això, amb prou feines va proporcionar fons addicionals per combatre el problema.

## Desenvolupament de morts

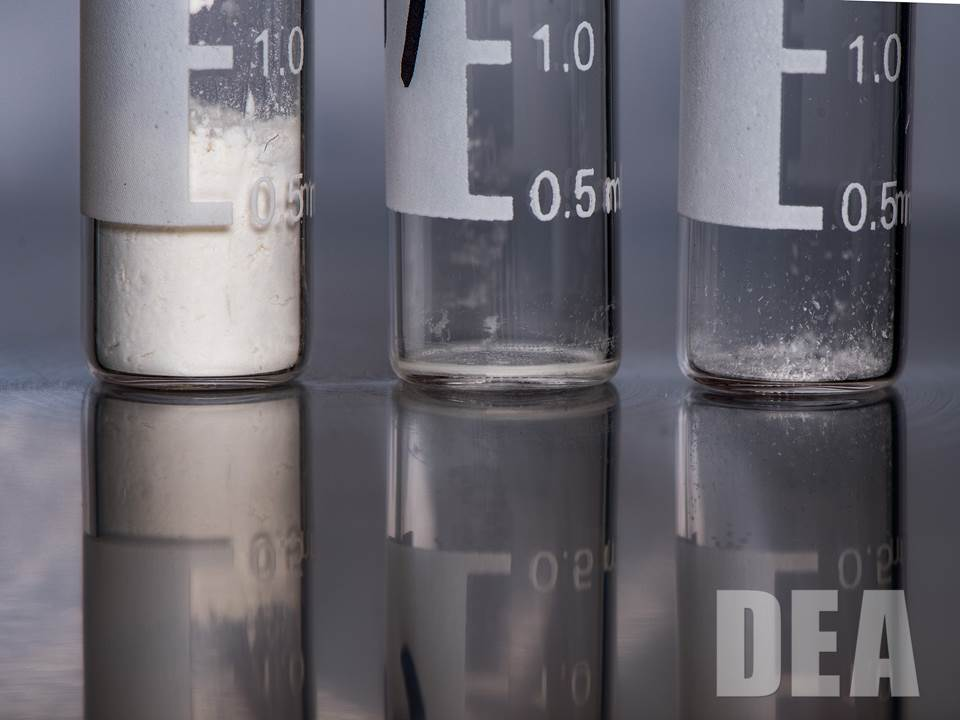
D'esquerra a dreta, dosis letals d'heroïna, carfentanil i fentanil respectivament, segons l'Administració de Control de Drogues dels Estats Units.

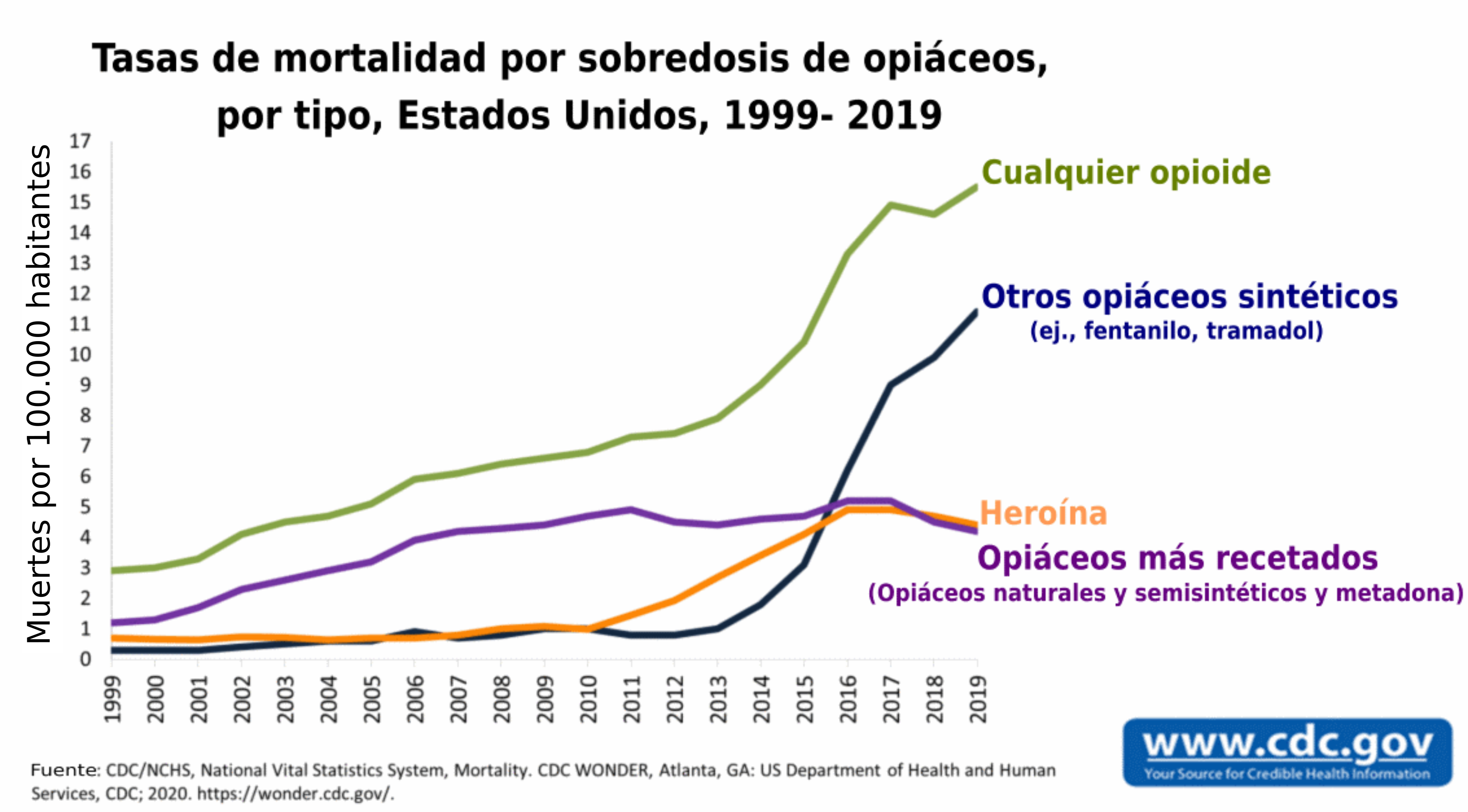
Morts per sobredosi d'opioides als EUA., 2000-2019. Morts per cada 100,000 persones

Segons l'Agència per al Control de Drogues nord-americana (DEA), les morts per sobredosi el 2015 van assolir la magnitud d'una epidèmia. Ja entre el 1999 i el 2008, el nombre de morts per sobredosi, així com la venda i l'abús d'analgèsics van augmentar considerablement. Des del 2015, hi ha més morts per heroïna als Estats Units que per accidents automobilístics i armes. La sobredosi de drogues és la principal causa de mort entre les persones menors de 50 anys, amb dos terços de les morts ara causades per opioides. Això ha contribuït a una disminució de l'esperança de vida als Estats Units en els darrers anys. A diferència del passat, l'addicció a les drogues ja no es limita principalment a certs punts d'accés social a les principals ciutats, sinó que també afecta la classe mitjana a les zones rurals nord-americanes. La raó principal s'explica per la prescripció excessivament frívola d'opioides per alleujar el dolor.
Moltes de les morts són causades pel molt potent fentanil que, com l'heroïna, s'introdueix de contraban als Estats Units. A diferència de l'heroïna, aquest altre opioide se sintetitza localment cada cop més. El fentanil s'usa addicionalment amb més freqüència per estirar (adulterar) l'heroïna menys potent. L'efectivitat molt més gran de la barreja sovint condueix a sobredosis involuntàries. El març del 2017, el Governador de Maryland va declarar l'estat d'emergència al seu estat per combatre la crisi; el juliol del 2017, la crisi va ser descrita com el desafiament més gran per a l'Agència d'Aliments i Fàrmacs (FDA).
El 2016, 64.000 nord-americans van morir per sobredosi, un 21% més que el 2015. El 2010 hi va haver 16.000 morts, el 1999 només eren 4.000. Segons els Centres per al Control i Prevenció de Malalties (CDC), el nombre de víctimes va augmentar novament el 2017 en un 10%, fins a 72.287.

## Conseqüències

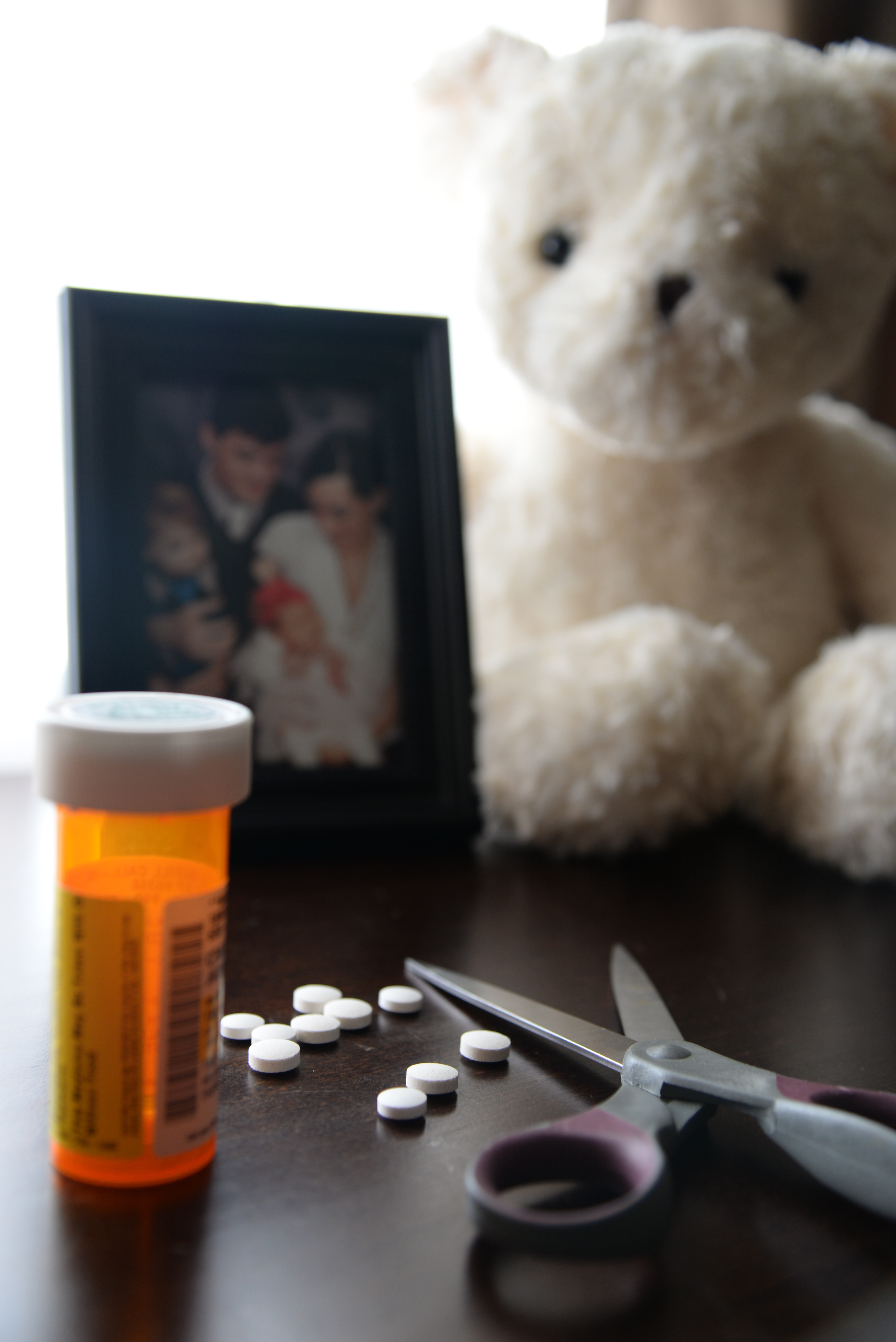
Els medicaments receptats són la segona categoria de drogues més abusada després de la marihuana entre els joves.

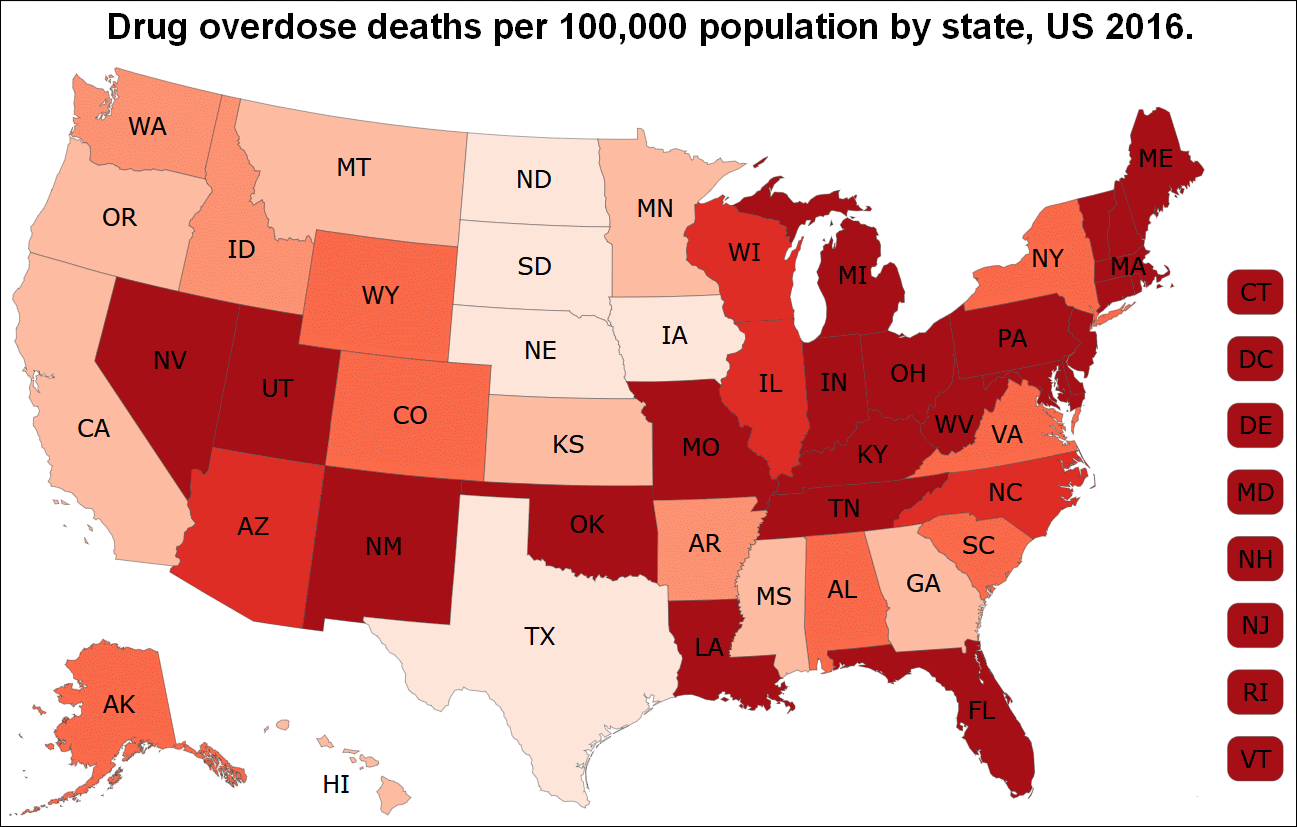
De les 64 070 morts per sobredosi als Estats Units el 2016, els opioides hi van estar involucrats en 42 249. El 2016, els cinc estats amb les taxes més altes de mort per sobredosi de drogues foren Virgínia Occidental (52,0 per cada 100 000 persones), Ohio (39,1 per cada 100 000), Nou Hampshire (39,0 per cada 100 000), Pennsilvània (37,9 per cada 100 000) i Kentucky (33,5 per cada 100 000).

Morts per sobredosi de drogues cada 100.000 habitants als EUA.

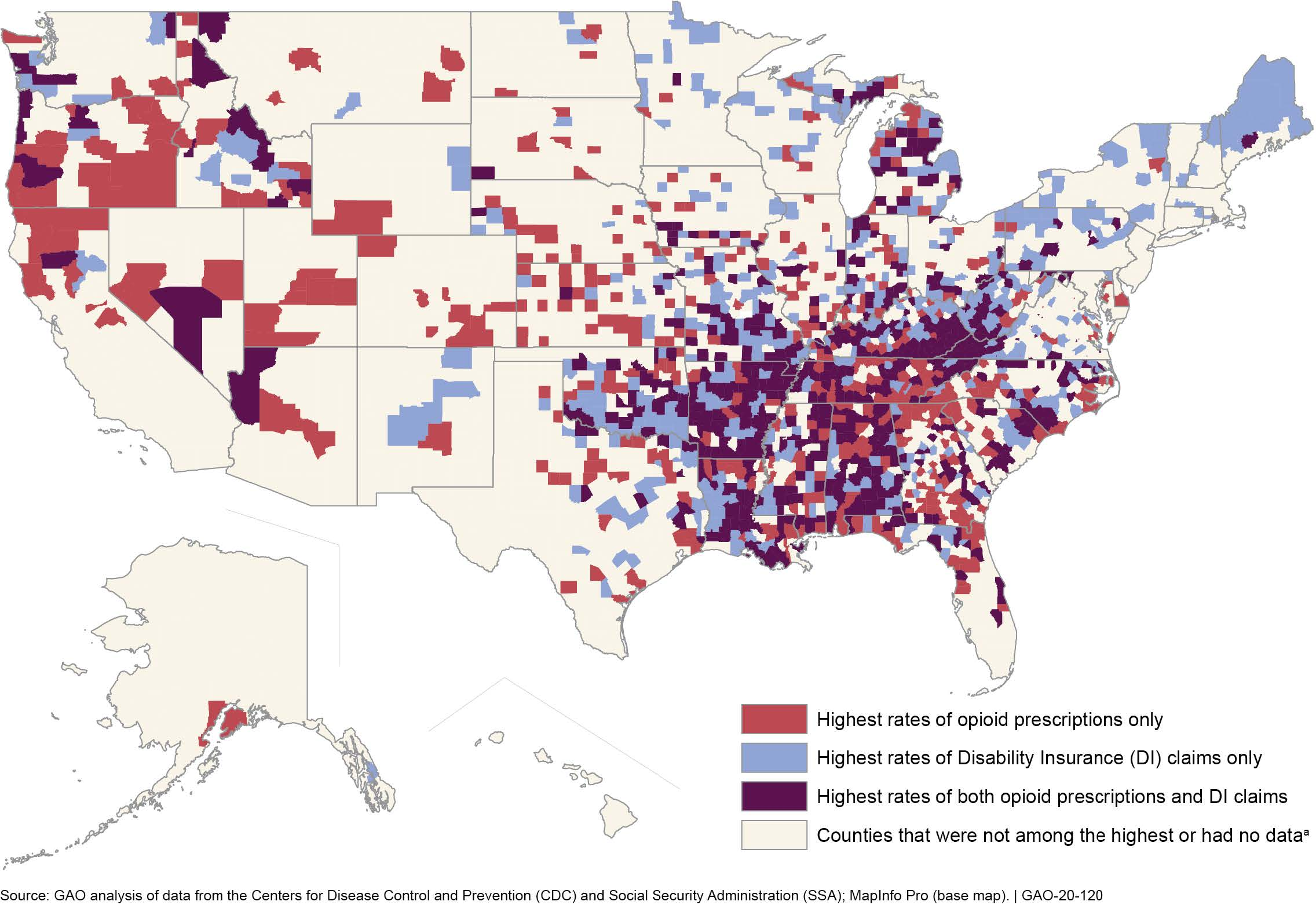
Terç superior dels comtats dels EUA en prescripcions d'opioides per càpita
Terç superior dels comtats dels EUA en reclams d'assegurança per discapacitat per càpita
Terç superior dels comtats dels EUA tant en prescripcions d'opioides per càpita com en reclams d'assegurança per discapacitat per càpita

L'alta taxa de mortalitat per sobredosi, la propagació de malalties transmissibles i la càrrega econòmica són els principals problemes causats per l'epidèmia, que s'ha convertit en una de les pitjors crisis de drogues a la història dels Estats Units. Més de 33.000 persones van morir per sobredosi el 2015, gairebé igual al nombre de morts per accidents automobilístics, i més abundant que el nombre de morts per homicidis amb armes de foc. També ha deixat milers de nens que de sobte necessiten cura de criança després que els seus pares hagin mort per una sobredosi.
L'addicció no només afecta les persones que prenen el medicament, sinó també les persones que les envolten, com les famílies i les relacions. El conflicte sol ser el problema número u entre els membres de la família i les persones que abusen de l'heroïna, la lluita es converteix en una rutina diària. A l'etnografia de Jeff Schonberg i Philippe Bourgois, Righteous Dopefiend, van fer una observació participant entre 1994 i 2006, i es van centrar en les vides dels addictes a l'heroïna sense llar a San Francisco, Califòrnia. Van descobrir que, per exemple, la Sonny encara està en contacte amb la seva família, però ell no viu amb ells, i es va prometre a si mateix que mai deixarà que la seva família el vegi en el seu pitjor moment, però ell va amb la seva família generalment per vacances i dates importants, i quan és amb ells està sobri. Tot i això, aquest tipus de relació no sempre és el cas. Van observar un altre exemple amb la Tina, els pares de la qual han tallat completament el contacte amb ella, i es queda al carrer sense ningú, excepte la família que ha creat a la societat de persones sense llar. Un estudi de 2016 va mostrar que el cost de les sobredosis d'opioides receptats, l'abús i la dependència als Estats Units el 2013 va ser d'aproximadament 78.5 milers de milions de dòlars, la majoria dels quals es va atribuir a la despesa en atenció mèdica i justícia penal, juntament amb la pèrdua de productivitat. Per al 2015, l'epidèmia havia empitjorat amb sobredosis i morts que es van duplicar a l'última dècada. La Casa Blanca va declarar el 20 de novembre del 2017 que només el 2015 l'epidèmia d'opioides li va costar als Estats Units uns 504.000 milions de dòlars.
Dos empleats de la Universitat de Notre Dame van ser assassinats en un assassinat-suïcidi per la negativa del Dr. Todd Graham, de 56 anys, a renovar la recepta d'opioides per a l'esposa de Mike Jarvis, de 48 anys. La representant dels Estats Units, Jackie Walorski, va patrocinar un projecte de llei en memòria del metge que no va prescriure en excés; la Llei de millora del maneig del dolor del Dr. Todd Graham té com a objectiu abordar l'epidèmia d'opioides.
El Consell Nacional de Seguretat va calcular que les probabilitats de morir per una sobredosi d'opioides (1 en 96) el 2017 van ser més grans que les probabilitats de morir en un accident automobilístic (1 en 103) als Estats Units.
La crisi d'opioides, combinada amb la Llei de Protecció del Pacient i Cura de Salut a Baix Preu, ha portat a una situació anomenada Florida shuffle, on un usuari de drogues es muda entre centres de rehabilitació de drogues perquè aquests centres puguin facturar la companyia d'assegurances de l'usuari.

### Tractament i efectes durant la pandèmia de coronavirus
Segons l'Institut Nacional sobre l'Abús de Drogues, la pandèmia de COVID-19 podria afectar certes poblacions, com les que pateixen trastorns per ús de substàncies i especialment aquelles amb trastorn per consum d'opioides, particularment dures. Pels pacients amb trastorn per ús d'opioides, els efectes de COVID-19 sobre la salut respiratòria i pulmonar són una amenaça significativa. D'acord amb un article de la revista d'Afers de Salut d'abril de 2020 " Quan la pandèmia de coronavirus disminueixi, l'epidèmia d'opioides s'enfurismarà ", les possibles solucions recomanades inclouen exigir als metges de grans grups de metges que obtinguin l'exempció federal que els permetria receptar medicacions aprovades per la FDA per tractar addicció. Sota la Llei de tractament d'addicció a les drogues de 2000, els metges poden obtenir una "exempció X" per receptar buprenorfina.

## Purdue Pharma demandada
El 2007, Purdue Pharma i tres gerents per a la comercialització agressiva d'OxyContin van ser sentenciats a una multa de 634.5 milions de dòlars. El 2019 va marcar l'any en què, per primera vegada, un estat (Massachusetts) demandava vuit membres de la família farmacèutica Sackler. Walmart, Purdue, Mallinckrodt, CVS, Cardinal i altres han estat acusats en una demanda col·lectiva presentada per les comunitats nord-americanes davant del Tribunal de Districte de Cleveland d'"inundar" deliberadament les comunitats amb analgèsics que contenen opioides per obtenir guanys. Els demandants citen, entre altres arguments, la llei federal contra el crim organitzat, la corrupció i la seva influència (o Llei RICO per les seves sigles en anglès). Les empreses Purdue Pharma ($270 milions) i Teva ($85 milions) van realitzar pagaments d'indemnització abans que es dictés sentència, per acabar així els processos penals en contra. L'agost del 2019, un tribunal de l'estat d'Oklahoma va condemnar el gegant farmacèutic Johnson & Johnson a un pagament compensatori de 572 milions de dòlars per la crisi dels opioides.

### Purdue Pharma en fallida
La farmacèutica enfronta el pagament de 12.000 milions de dòlars en indemnitzacions pel seu medicament OxyContin, i hauria arribat a una conciliació amb els demandants per acollir-se a la llei de fallides dels EUA Mentre la família Sackler, propietària de l'empresa, està acusada de treure diners dels EUA per amagar-los en bancs suïssos, segons assenyala la Fiscalia de Nova York.

### Acord d'indemnització per 8.300 milions de dòlars
L'empresa va admetre la seva responsabilitat civil en la crisi de salut pública més gran dels EUA (fins a l'arribada del COVID-19 ), que va causar milers de morts. Purdue Pharma va acordar amb el Departament de Justícia el pagament de 8.300 milions de dòlars per concepte de «multes, dany civil i indemnitzacions». Les causes penals van continuar endavant, i en cas que la fallida impedís el pagament de les indemnitzacions, aquestes podrien ser assumides pel propi govern dels EUA

## A la cultura popular
- La minisèrie Dopesick: Història d'una addicció de 2021, disponible a Disney+.
- La minisèrie Painkiller de Netflix de 2023.
- La pel·lícula Pain Hustlers de 2023.
- La minisèrie The Fall of the House of Usher de 2023.